# Ivan Desny
Ivan Desny, eg. Ivan Nikolai Desnitskij, född 28 december 1922 i Peking, Kina, död 13 april 2002 i Ascona, Schweiz, var en rysk skådespelare. Han var internationellt verksam, även i Sverige.

## Filmografi i urval
- 1953 – Ingen väg tillbaka
- 1955 – Lola Montez – kurtisanen
- 1966 – Charmören
- 1968 – Mayerlingdramat
- 1979 – Maria Brauns äktenskap
- 1981 – Lola
- 1990 – God afton, Herr Wallenberg